# Lauretta Hanson
Lauretta Hanson (Victor Harbor, 29 oktober 1994) is een Australische wielrenster  die sinds 2019 voor het Amerikaanse Lidl-Trek rijdt.
In 2018 won Hanson de derde etappe in de Tour de Feminin - O cenu Českého Švýcarska.

## Palmares
2016
Jongerenklassement Santos Women's Tour
2018
3e etappe Tour de Feminin - O cenu Českého Švýcarska

### Resultaten in voornaamste wedstrijden
| Jaar | Ronde van Italië | Ronde van Frankrijk | Ronde van Spanje |
| ---- | ---------------- | ------------------- | ---------------- |
| 2019 |                  |                     |                  |
| 2020 |                  |                     |                  |
| 2021 |                  |                     |                  |
| 2022 | 98e              |                     |                  |
| 2023 | 31e              | 87e                 |                  |
| 2024 | 74e              |                     |                  |
| 2025 | 75e              | 75e                 |                  |

| Jaar | Gent-Wevelgem | Ronde van Vlaanderen | Parijs-Roubaix | Amstel Gold Race | Luik-Bast.‑Luik |
| ---- | ------------- | -------------------- | -------------- | ---------------- | --------------- |
| 2019 | opgave        |                      |                |                  |                 |
| 2020 |               |                      |                |                  |                 |
| 2021 |               |                      | 52e            | 31e              | opgave          |
| 2022 | opgave        | opgave               |                |                  |                 |
| 2023 |               |                      |                |                  |                 |
| 2024 | 31e           | 30e                  | 66e            |                  |                 |
| 2025 | 49e           | 16e                  | 34e            |                  |                 |

## Ploegen
- 2016 –  Colavita-Bianchi
- 2017 –  UnitedHealthcare Women's Team
- 2018 –  UnitedHealthcare Women's Team
- 2019 –  Trek-Segafredo
- 2020 –  Trek-Segafredo
- 2021 –  Trek-Segafredo
- 2022 –  Trek-Segafredo
- 2023 –  Lidl-Trek
- 2024 –  Lidl-Trek
- 2025 –  Lidl-Trek

Batty · Cordon-Ragot · Deignan · Hanson · Lepistö · Longo Borghini · Neff · Noble · Paternoster · Plichta · Richards · Swartz · van Dijk · Van Twisk · Wiles · Winder · Worrack
Bäckstedt · Batty · Brand · Cordon-Ragot · Deignan · Hanson · Henttala · Longo Borghini · Paternoster · Plichta · Richards · Swartz · van Dijk · Van Twisk · Wiles · Winder · Worrack
Bäckstedt · Brand · Cordon-Ragot · Deignan · Dideriksen · Hanson · Hosking · Longo Borghini · Paternoster · van Anrooij · van Dijk · Van Twisk · Wiles · Winder · Worrack
Bäckstedt · Balsamo · Brand · Cordon-Ragot · Deignan · Dideriksen · Hanson · Hosking · Longo Borghini · Paternoster · Thomas · van Anrooij · van Dijk · Wiles
Bäckstedt · Balsamo · Brand · Chapman · Deignan · Hanson · Klein · Knibb (vanaf 1/6) · Longo Borghini · Realini · Sanguineti · Spratt · van Anrooij · van Dijk (zwangerschapsverlof) · Wiles (tot 14/7)
van Anrooij · Bäckstedt · Balsamo · Brand · Chapman · Copponi · Deignan · van Dijk · Hanson · A. Holmgren · I. Holmgren · Klein · Longo Borghini · Moors · Realini · Sanguineti · Sharp · Spratt · Wilson-Haffenden
van Anrooij · Balsamo · Bjerg · Brand · Copponi · Deignan · van Dijk · Fisher-Black · Hanson · Henderson · A. Holmgren · I. Holmgren · Markus · Moors · Realini · Sanguineti · Sharp · Spratt · Wilson-Haffenden